# 5ª Legione Cisalpina
La 5ª Legione Cisalpina fu un'unità militare della Repubblica Cisalpina, attiva tra il 1797 e il 1799.
La Repubblica Cisalpina fu proclamata il 29 giugno 1797, come unione della Repubblica Cispadana e della Repubblica Transpadana; il 4 agosto furono istituite le legioni cisalpine, dalla fusione delle truppe cispadane e transpadane. La 5ª Legione Cisalpina fu affidata al comando del Capo-legione Giovanni Paolo Calori Stremiti e fu strutturata su tre battaglioni:
- I/5ª, al comando di Martino Lorot, formato dalla Coorte Emiliana cispadana;
- II/5ª, al comando di Succi, formato da nuove reclute in Romagna;
- III/5ª, non più formato.

Il 31 gennaio 1798 fu proposto di aggregare un battaglione isolato in luogo del III/5ª non più formato; al 18 febbraio la legione contava 748 uomini; il 10 marzo si trovava a Brescia.
Il 29 aprile alla legione fu aggregato il Battaglione del Serio, inquadrato come III/5ª, al cui comando restò Francesco Scotti.
Il 4 giugno la legione era a Brescia. Il 6 settembre tutti e tre i battaglioni erano a Bergamo, e la legione aveva 1126 uomini.
Il 29 novembre l'esercito cisalpino fu riorganizzato su tre Mezze-brigate, la seconda delle quali avrebbe dovuto includere la 5ª Legione Cisalpina (all'epoca forte di 1107 uomini), insieme alla 3ª Legione Cisalpina e alla 8ª Legione Cisalpina; il 16 dicembre, in applicazione di una legge del 30 novembre, fu formata la 1ª Mezza Brigata leggera, che avrebbe incluso oltre alla 5ª anche la 4ª Legione Cisalpina e i Cacciatori Bresciani; la Mezza Brigata fu effettivamente formata il 22 marzo 1799, ponendo fine alla 5ª Legione Cisalpina.